# Bojarynja Morozova

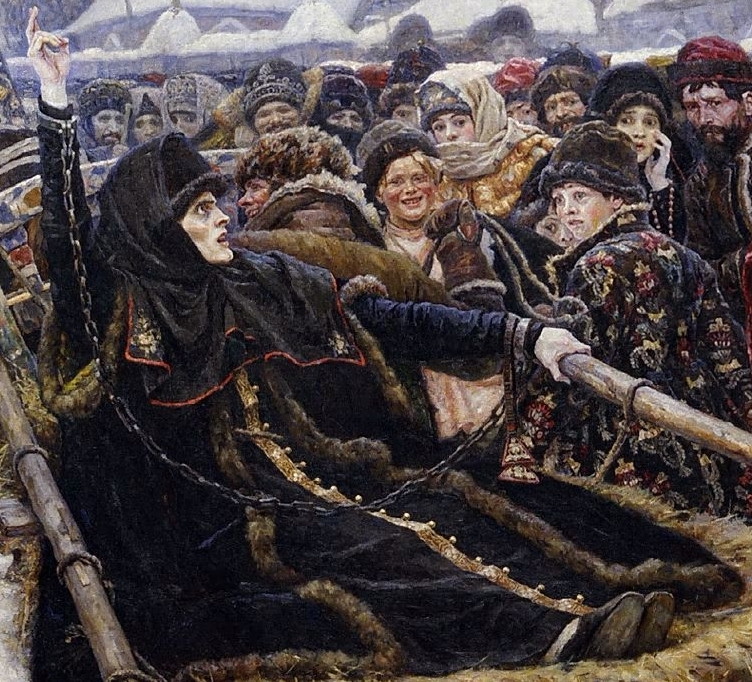
Fragment van Bojarynja Morozova van Vasili Soerikov die Feodosija's arrestatie door de Russische regering in 1671 afbeeldt. Ze houdt twee vingers in de lucht waarmee ze het kruisteken met twee vingers demonstreert, volgens de oudgelovigen het enige juiste kruisteken, dat door de hervormingen van patriarch Nikon was vervangen door een kruisteken met drie vingers.

Feodósija Prokópjevna Morózova (Russisch: Феодосия Прокопьевна Морозова) (Moskou, 21 mei [O.S. 31 mei] 1632 - Borovsk, (Oblast Kaloega),  2 november [O.S. 12 november] 1675) was een van de voornaamste vertegenwoordigsters van de oudgelovigenbeweging.
Ze werd geboren in de familie van de okolnitsji Prokopij Feodorovitsj Sokovnin. Toen ze zeventien jaar oud was trouwde ze met de bojaar Gleb Morozov, een broer van Boris Morozov, de voogd van tsaar Alexis. Nadat haar echtgenoot op jonge leeftijd was gestorven, in 1662, kreeg ze een hoge positie aan het Russische hof.
In de periode van de kerkhervormingen en het daaropvolgende schisma (Raskol in het Russisch), sloot Feodosija, wier biechtvader de invloedrijke aartspriester Avvakoem Petrov was, zich aan bij de tegenstanders van de kerkhervormingen en liet zich in het geheim tot non wijden met de naam Theodora. Ze speelde een belangrijke rol bij het overhalen van haar zuster, vorstin Jevdokija Oeroesova, zich aan te sluiten bij de tegenstanders van patriarch Nikons hervormingen.
Bojarynja Morozova was diep gelovig en beoefende een zeer strenge ascese; ze deed veel aan liefdadigheid. Eenmaal non geworden wilde ze niet meer de verplichtingen vervullen die haar hoge positie aan het hof met zich meebracht, temeer, omdat de tsaar en het hof inmiddels waren overgegaan op de nieuwe riten en teksten. Dit wekte de woede van tsaar Aleksej Michajlovitsj, die haar na ettelijke vergeefse overredingen de kerkhervormingen te aan te nemen, liet arresteren en afvoeren. Het moment dat ze in ketenen wordt afgevoerd uit het Kremlin is door Vasili Soerikov vereeuwigd op zijn beroemd geworden schilderij.
Na haar arrestatie werden zij en haar zuster gemarteld en op verschillende plaatsen gevangen gehouden. Uiteindelijk werden de beide zusters gevangengezet in een uitgegraven gevangenis, in de vesting van Borosvk, 180 kilometer ten zuiden van Moskou, waar Jevdokija en Feodosija werden doodgehongerd; Feodosija overleed op 1 december 1675. Vele oudgelovigengemeenschappen vereren haar en haar zuster als martelaressen voor het oude geloof.

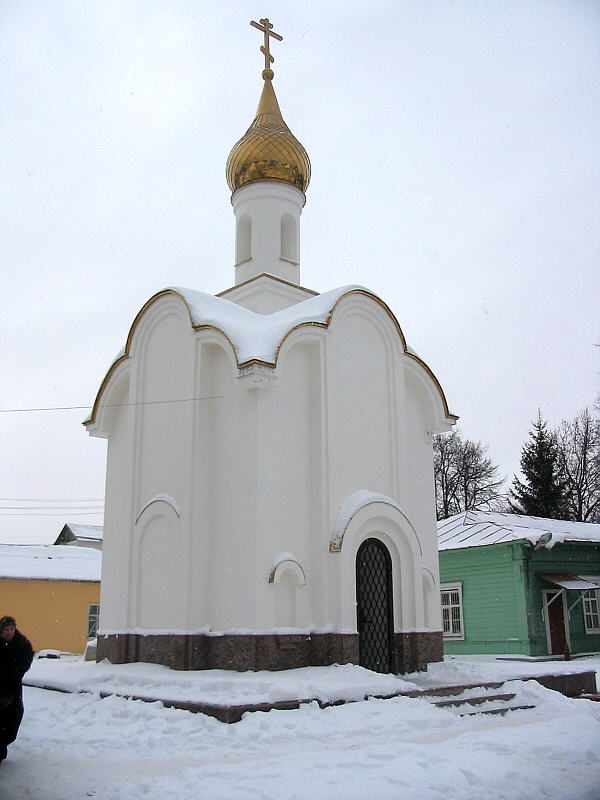
Kapelletje in Borovsk op de plaats waar de beenderen van bojarynja Morozova waren begraven. (eerdere aanblik)